# Aršanjac
Aršanjac (mađ. Kisharsány) je selo u južnoj Mađarskoj.
Zauzima površinu od 12,93 km četvornih.

## Zemljopisni položaj
Nalazi se u Baranji, na 45° 51' 31" sjeverne zemljopisne širine i 18° 21' 51" istočne zemljopisne dužine, na južnim obroncima istočnog dijela Viljanske planine.
Veliko Selo (Tofala, Totovala) je u neposrednom zapadnom susjedstvu, kotarsko sjedište Šikloš je 3 km zapadno, Kišfalov (Tofaluba) je 5 km sjeverozapadno, a Vakan 4 km sjeverno-sjeverozapadno, Palkonija (Plakinja) je 3 km sjeverno-sjeveroistočno, Kovaš (Keveša) je 4 km sjeveroistočno, Viljan je 6 km istočno, Aršanj je 1,5 km jugoistočno, Naćfa je 2,5 km južno, a Rastince su 4,5 km južno-jugozapadno.
500 m sjeveroistočno se nalazi predio Fekete-hegy, a 2 km istočno brdo Szársomlyó.

## Upravna organizacija
Upravno pripada Šikloškoj mikroregiji u Baranjskoj županiji. Poštanski broj je 7800.

## Povijest
Izvori ga prvi put spominju 1235.
Naselje je bilo važnim lokalitetom još u doba tatarskog pohoda. Početkom 14. st. je ondje nekoliko naselja.
Miklós (Siniter) Balog je sagradio svoje imanje oko szársomlyske tvrđave iznad Aršanja, kojem je vlasnik postao njegov sinovac, palatinov sin, Lőrinc.

## Promet
2,5 km sjeverno od sela, s druge strane Viljanske planine, prolazi željeznička pruga Pečuh – Mohač. 1 km južno od sela prolazi željeznička prometnica Barča – Viljan. 

## Stanovništvo
Aršanjac ima 568 stanovnika (2001.). Mađari su većina, a u selu živi nekoliko Roma i Nijemaca. Rimokatolika je preko 3/5, kalvinista blizu 29% te ostali.

## Vanjske poveznice
- Aršanjac na fallingrain.com